# Classe Nawigator
Le due unità della Classe Nawigator sono state realizzate per la marina polacca sul progetto delle unità sovietiche della classe Moma.
Sebbene classificate come "navi addestrative", sono state in realtà impiegate durante la Guerra Fredda per compiti di raccolta informazioni elettroniche e radio. Erano dotate di un paio di cupole per apparati elettronici, una a poppa, dietro il fumaiolo, e l'altra sopra la plancia. Vi erano anche due grandi tralicci radio, uno a prua e l'altro sulla parte centrale delle sovrastrutture, quest'ultimo con un radar di navigazione e altri sensori. L'armamento era solo predisposto, con quattro piazzole per mitragliere binate da 25 mm.
Una nave simile, la Baltyk (264), di simile dislocamento, 1200 t, è stata derivata dalla trasformazione di un grosso motopeschereccio oceanico. Le due navi polacche classe Nawigator erano la omonima capoclasse (matricola 262), e la Hydrograf (263).